# 마틴 에덴

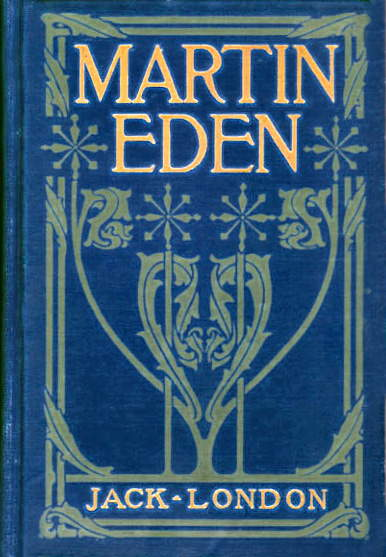

《마틴 에덴》(영어: Martin Eden)은 잭 런던의 1909년 소설이다. 작가가 되기 위해 고군분투하는 젊은 프롤레타리안의 일대기를 다룬다. 1908년 9월부터 1909년 9월까지 〈더 퍼시픽 몬슬리〉에 처음 연재되었고 1909년 9월 맥밀런이 책 형식으로 출판했다. 주인공의 이름인 마틴 에덴은 스웨덴의 노동 계급 남성 모르텐 에딘(Mårten Edin)에서 따온 것이다. 하지만 마틴 에덴은 모르텐 에딘보다 작가 자신과 더 많은 공통점을 가졌다.

## 같이 보기
- 르 몽드가 선정한 세기의 도서 100권